# Klášter servitů (Rabštejn nad Střelou)
Klášter servitů s kostelem Panny Marie Sedmibolestné je barokní klášter v Rabštejně nad Střelou u Manětína v okrese Plzeň-sever. Postaven byl ve druhé polovině sedmnáctého století v areálu rabštejnského hradu. Budova kláštera s kostelem, přilehlou ohradní zdí a schodištěm je chráněna jako kulturní památka.

## Historie
První rabštejnský klášter karmelitánů založil roku 1483 Burian II. z Gutštejna. V roce 1532 ho vyplenili a vypálili nekatoličtí měšťané, a klášter zanikl. Na stejném místě nechal roku 1665 založit nový servitský klášter hrabě Jan Šebestián z Pöttingu. Klášterní budova byla dokončena v roce 1672. Součástí kláštera se stal kostel zasvěcený Panně Marii Sedmibolestné postavený pravděpodobně podle projektu Anselma Luraga. Původní kostel či hradní kaple svatého Matouše z roku 1338, která stála mezi budovou zámku a dochovaným kostelem, byla zbořena v posledním desetiletí osmnáctého století. V roce 2014 klášter koupila společnost Krása a zdraví. Vlastníkem kostela Panny Marie Sedmibolestné je římskokatolická farnost Manětín.

## Stavební podoba

### Klášter
Jednopatrová budova s prostými fasádami má obdélný půdorys. Přízemní místnosti jsou zaklenuté valenými klenbami a ve spojovací chodbě byly použity klenby plackové. Ve velkém sále se dochoval strop se štukovým zrcadlem.

### Kostel Panny Marie Sedmibolestné

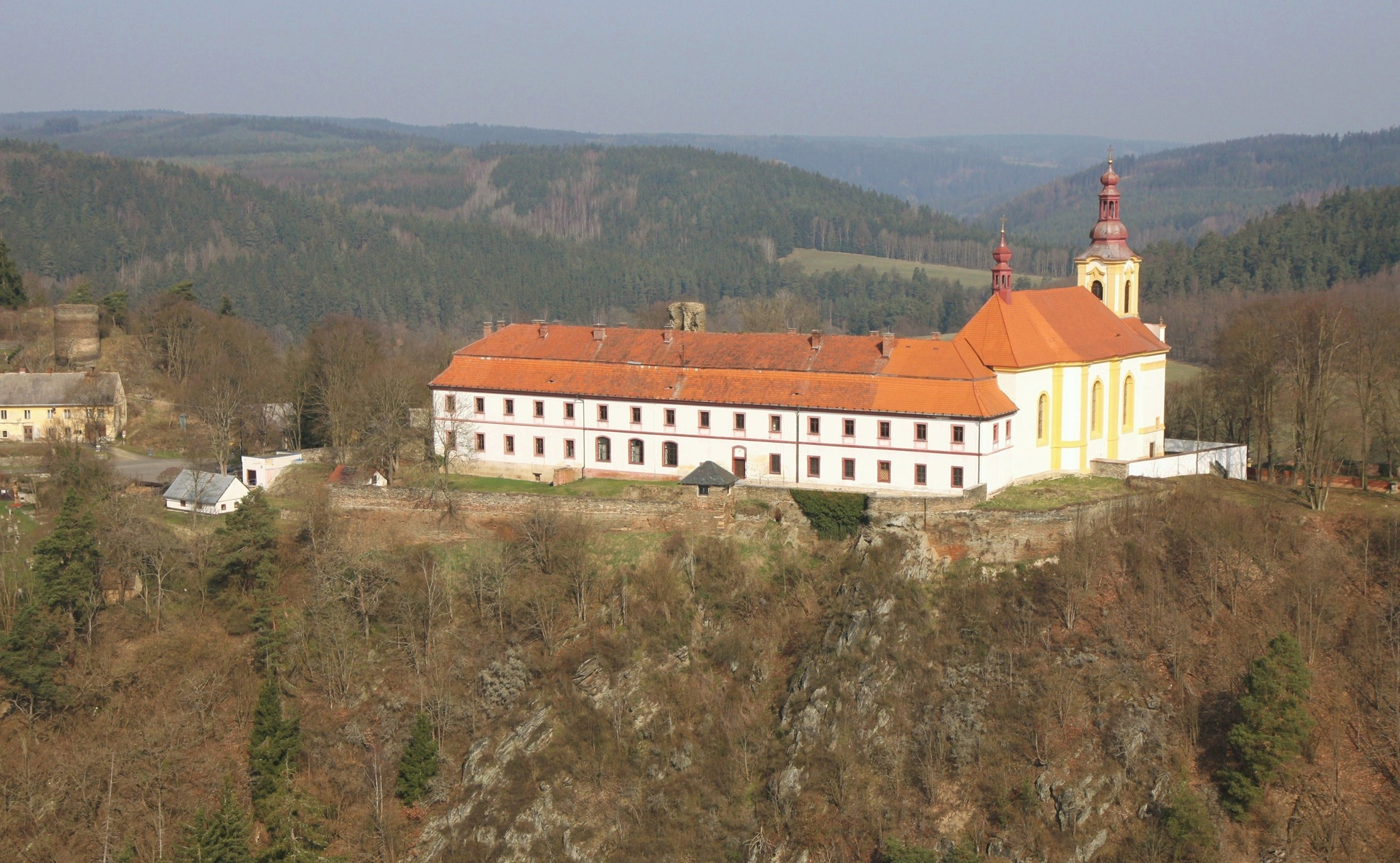
Jižní strana kláštera

Na východní straně navazuje na klášterní budovu k jihu orientovaný kostel Panny Marie Sedmibolestné s věží přistavěnou v roce 1769. Kostel má obdélný půdorys a zakončuje ho čtvercový presbytář. Severní tříosé konvexně vypjaté průčelí je členěné pilastry, které mezi sebou v horním patře věže svírají výklenek se sochou patronky kostela. Další sochy světců se nachází ve dvojici výklenků po stranách vchodu. Průčelí je po obou stranách věže zakončené atikou. Uvnitř se po stranách lodě nachází oratoře podklenuté malými oválnými kupolemi. Loď, presbytář i prostor pod zděnou kruchtou jsou zaklenuté plackovými klenbami. Stěny zdobí zdvojené podložené pilastry.

## Zařízení
Zařízení kostela tvoří portálový hlavní oltář se sochou svatého Augustina a dalšího světce po stranách a sochou svaté Barbory v nástavci. Doplňují ho další čtyři protějškové oltáře. Dva se nachází v koutech u vítězného oblouku a po stranách lodi jsou tabulové oltáře s novodobými obrazy, soškami a sochami. Ke staršímu vybavení patří obraz Panny Marie z roku 1657, který je kopií díla Albrechta Dürera z roku 1512 a náhrobník Buška Calty z Kamenné hory z roku 1433 a Šebestiána mladšího z Ortenberka z roku 1483.